# Musée du train miniature de Châtillon-sur-Chalaronne
Le musée du train miniature de Châtillon-sur-Chalaronne est une exposition permanente de modélisme ferroviaire située à Châtillon-sur-Chalaronne dans le département de l'Ain. Il est né d'un projet porté par un particulier, Patrick Crolle, débuté en 1980 pour finalement se concrétiser par l'ouverture du « musée » en 2000. Les décors s’étendent sur plus de 100 mètres carrés  dans lesquels le réseau ferré comporte un kilomètre, de voie à l'échelle HO (1/87e).
Les halles (monument historique classé de Châtillon-sur-Chalaronne) sont situées à proximité immédiate du bâtiment accueillant le musée.

## Reproductions
Le « musée » inclut plusieurs représentations fidèles de monuments et de lieux réels, partiellement listés ci-dessous.

### France
- Lyon : l'ancienne gare de Lyon-Brotteaux[2], le stade de Gerland, la grande roue (place Antonin-Poncet), le parc de la Tête d'or et le pont Raymond-Poincaré.
- Collonges-au-Mont-d'Or : le pont de Collonges (du train bleu du Val de Saône) et l'Auberge du Pont de Collonges de Paul Bocuse sont représentés.
- Outre le moulin de Daudet, on peut observer les carrières d'ocre de Roussillon (Vaucluse) et le village provençal des Crollines[Note 1] et sa gare ferroviaire.

### Suisse
- Les Alpes franco-suisses sont représentées, incluant notamment la reproduction d'un viaduc ferroviaire (viaduc de la Bietschtal (Valais) sur la rampe sud de la ligne du Lötschberg) Suisse.

## Clins d’œil
- Certaines vaches des paysages alpestres sont violettes, comme dans les publicités du chocolat Milka ; une étape du Tour de France se déroule dans les Alpes ; le cinéma présente Autant en emporte le vent (affiche en anglais) ; une reproduction fidèle du pensionnat du film Les Choristes peut être observée.
- La nouvelle El Diablo de Ian Cécil, publiée dans Osez 20 histoires érotiques dans un train, évoque avec humour le « musée »[4].

## Galerie de photographies

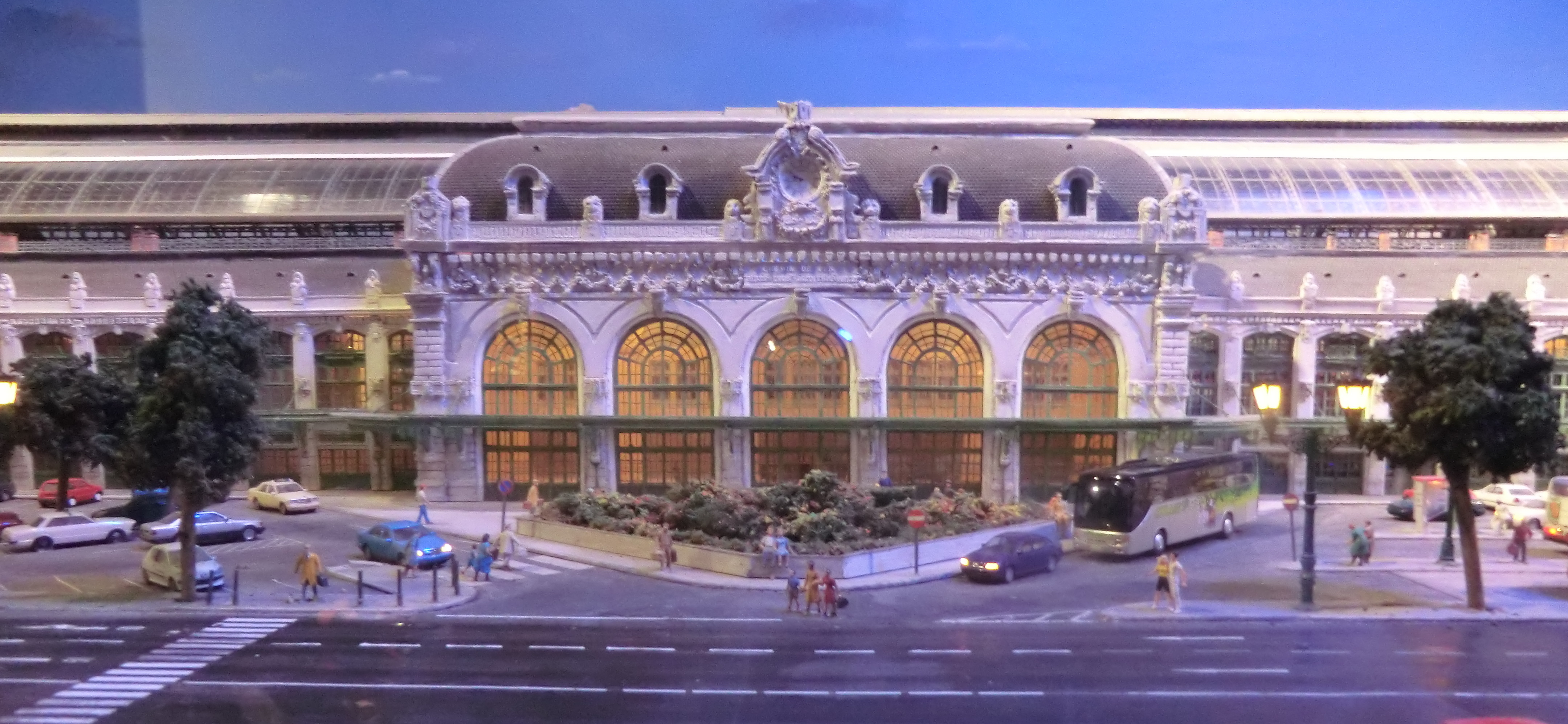
Gare des Brotteaux.
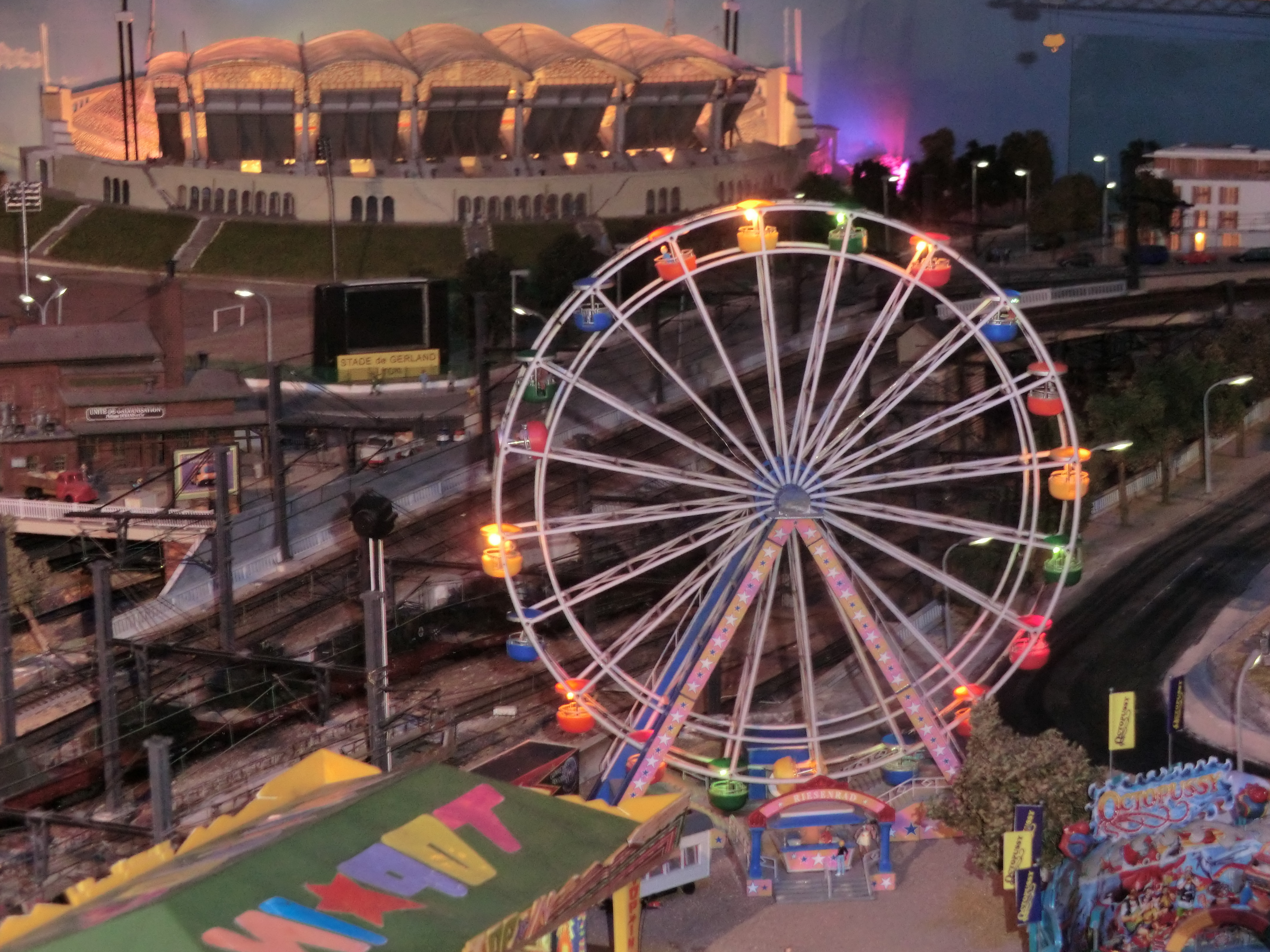
Grande roue de Lyon.
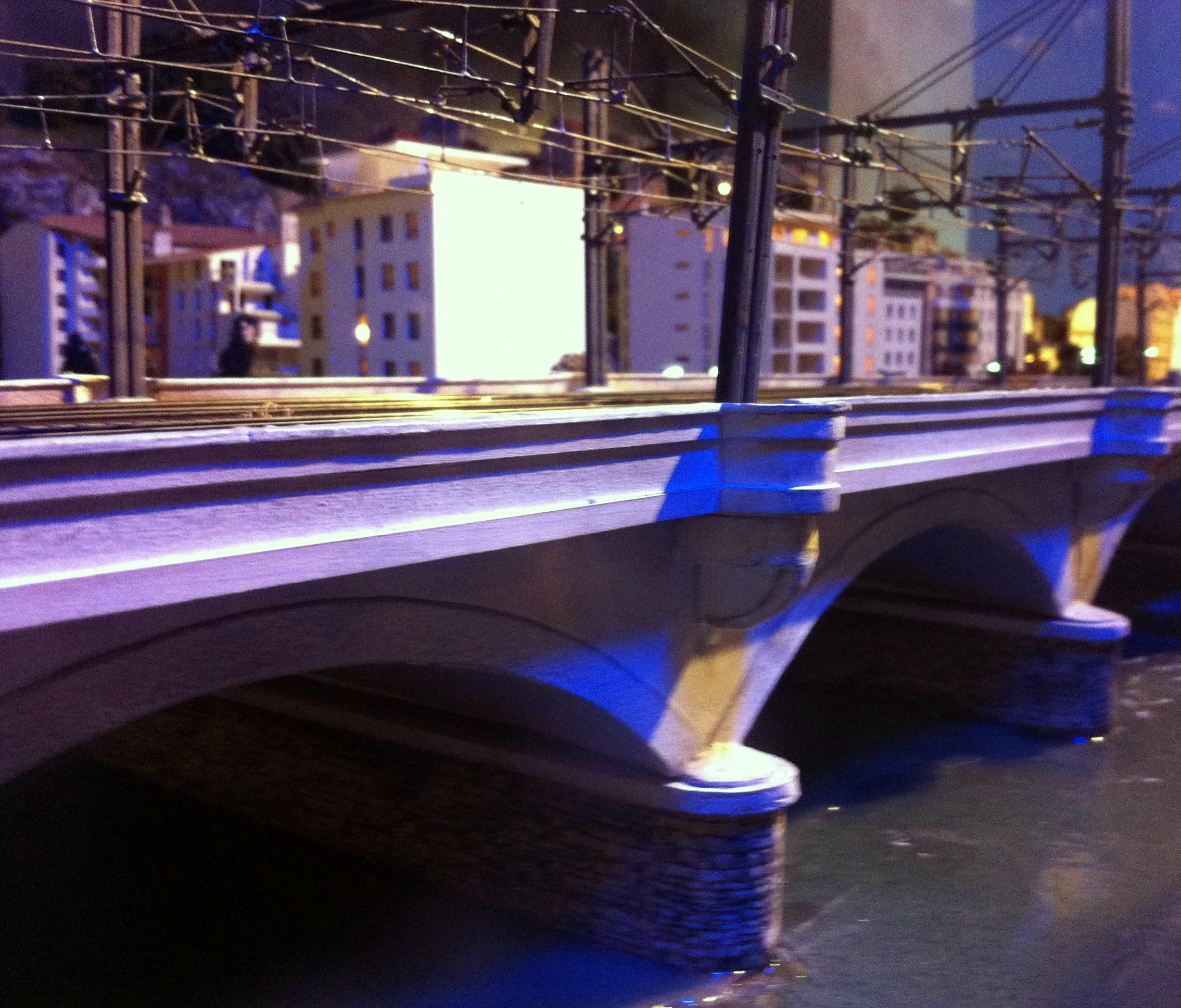
Le pont Raymond-Poincaré.
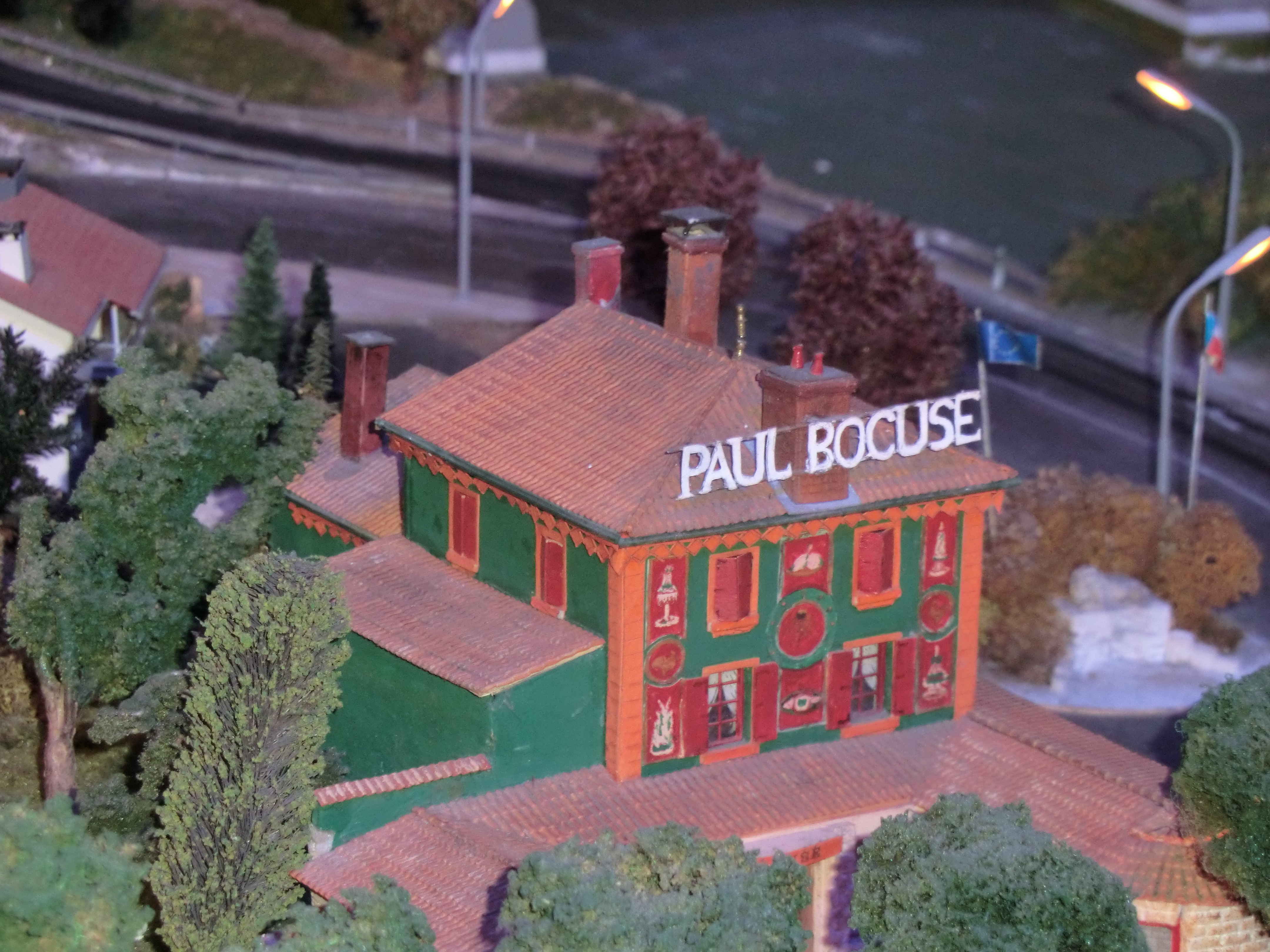
Auberge de Collonges.
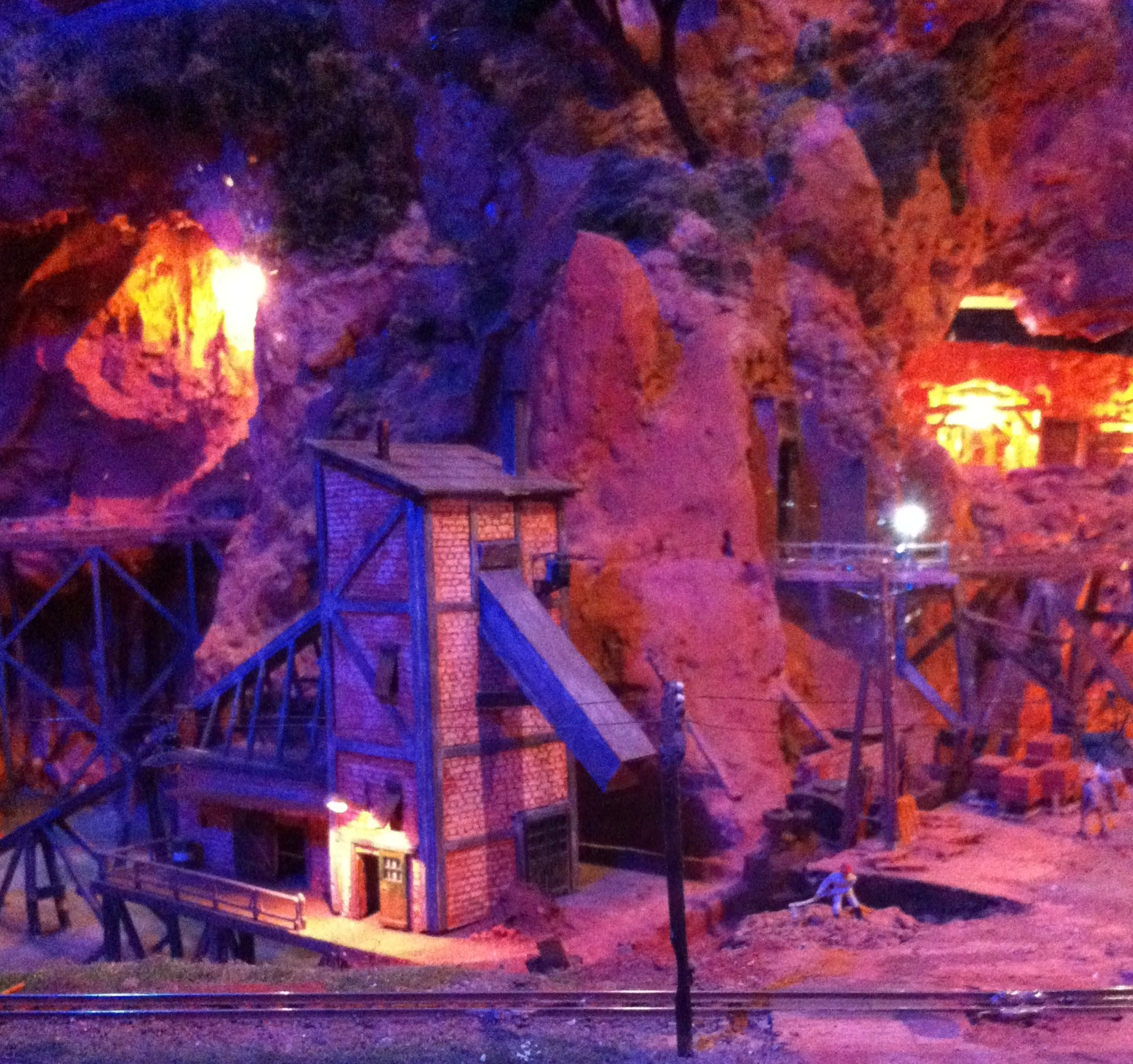
Carrières d'ocre de Roussillon.
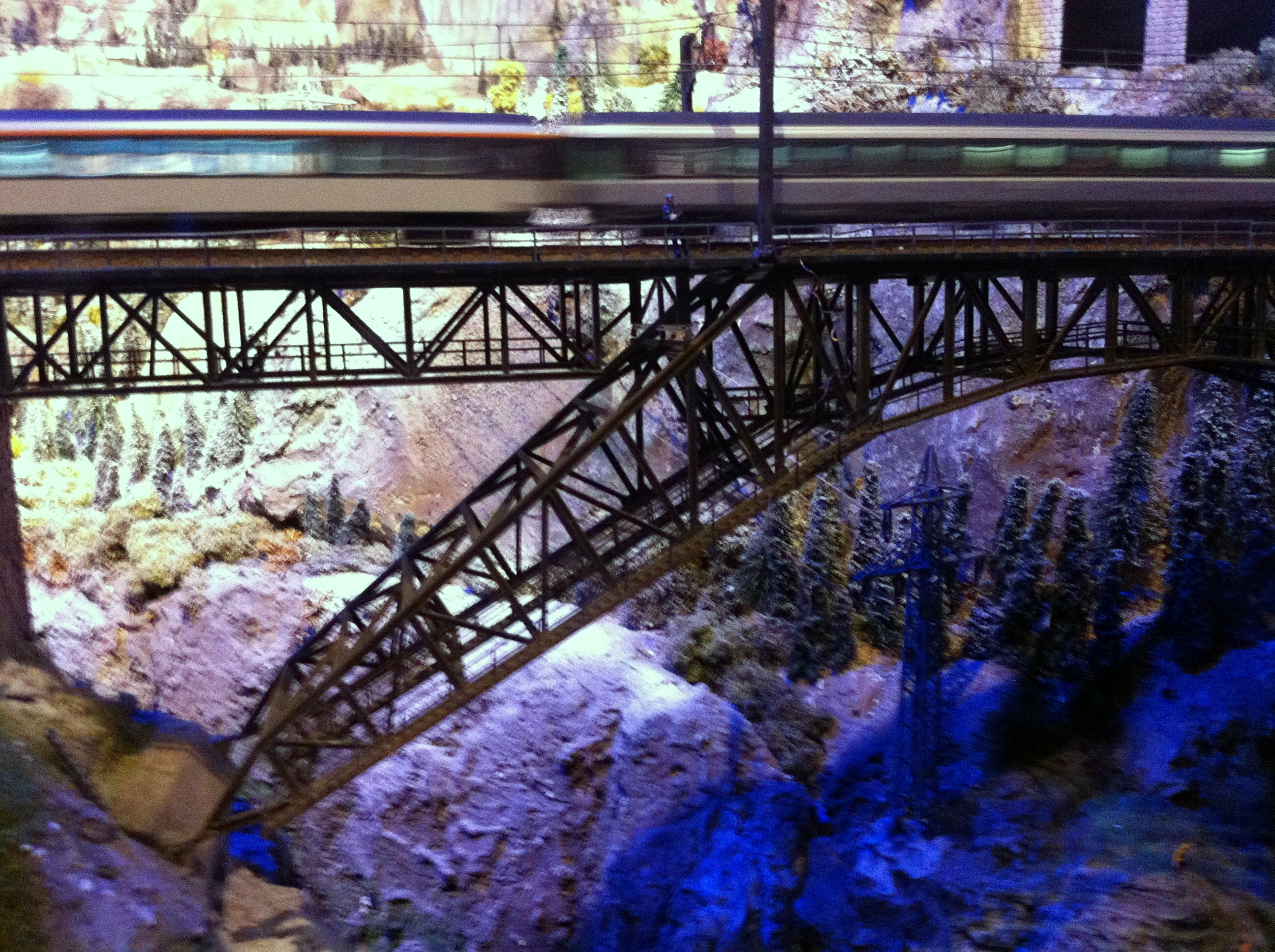
Viaduc suisse.
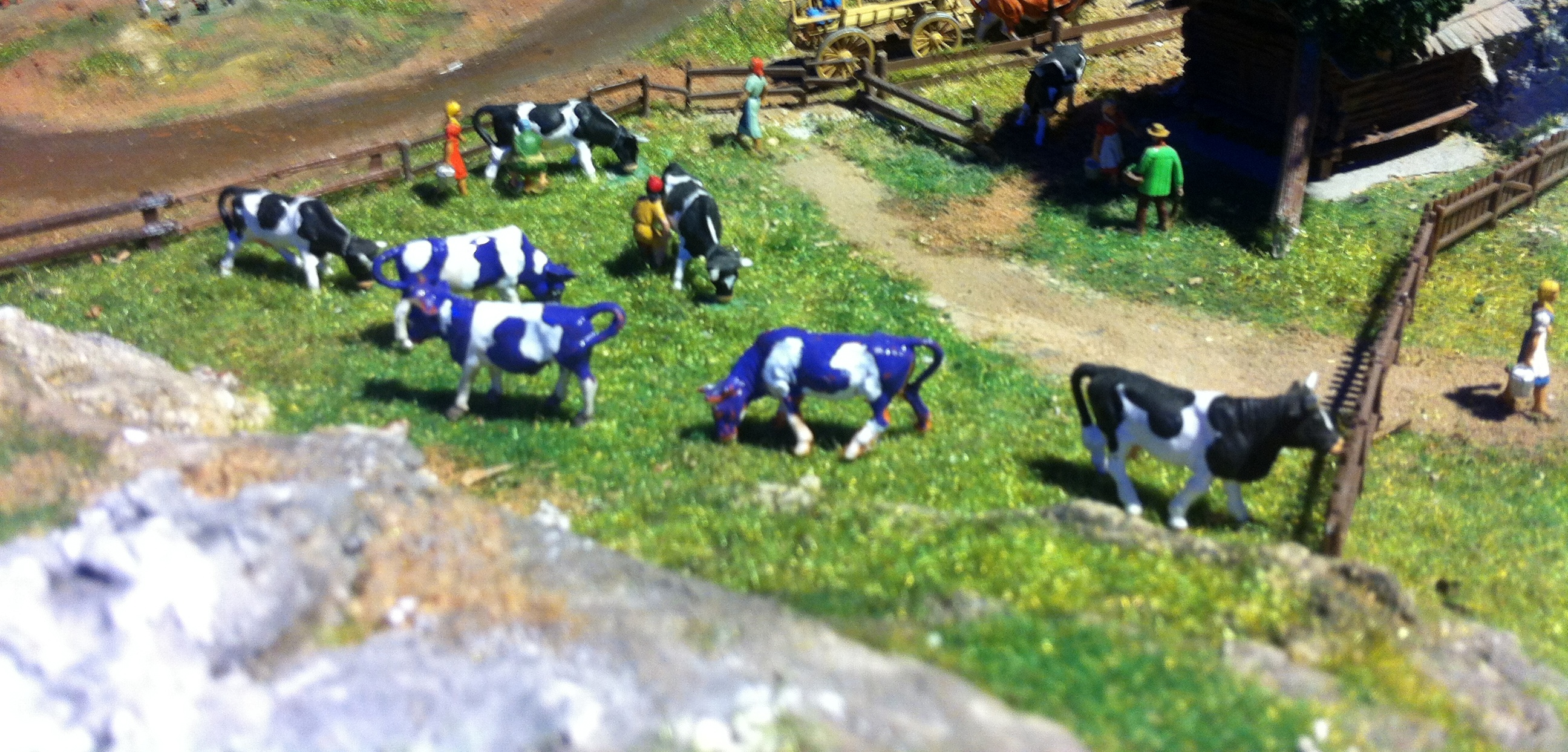
Vaches Milka.
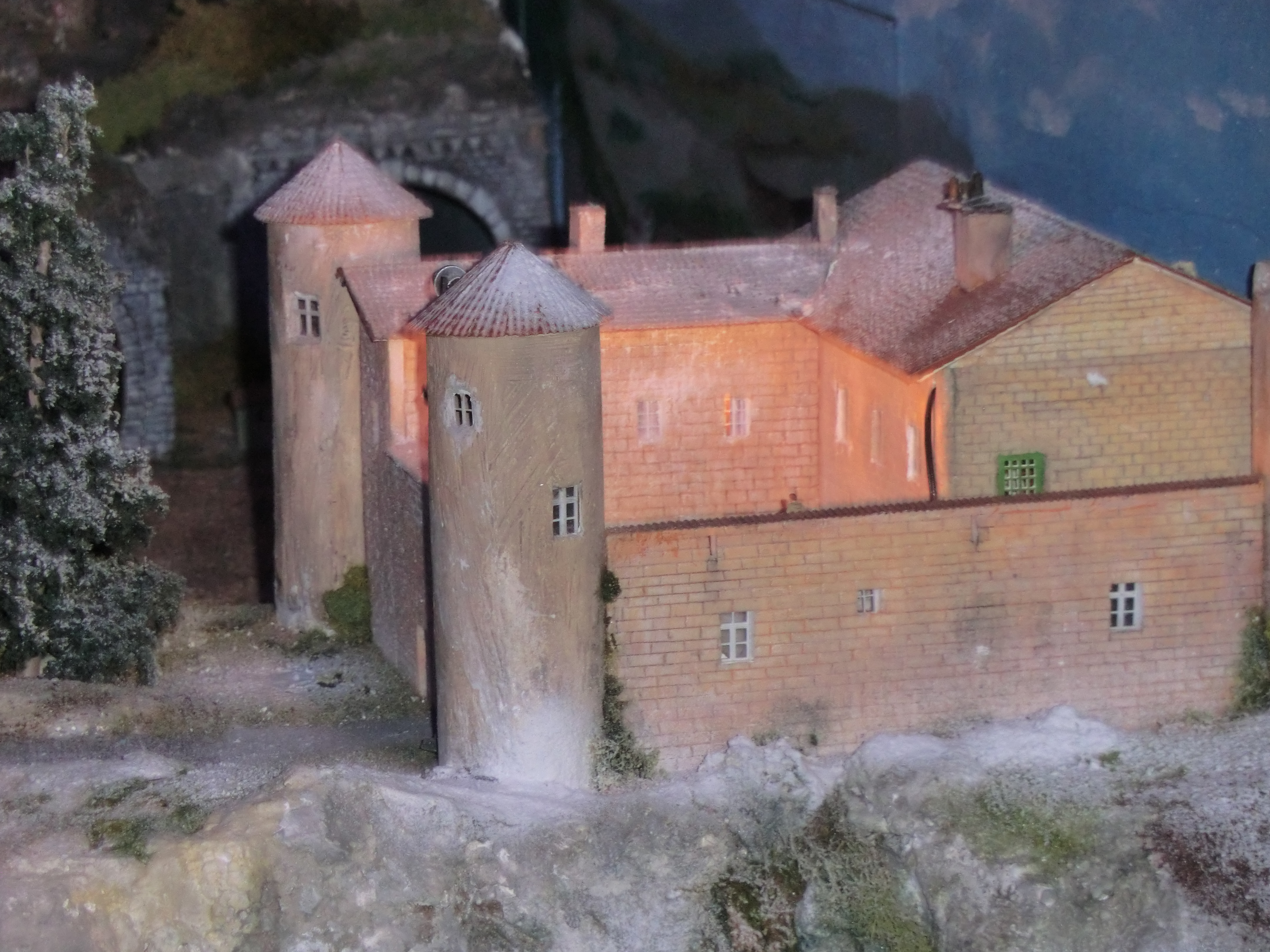
Le pensionnat du film Les choristes.
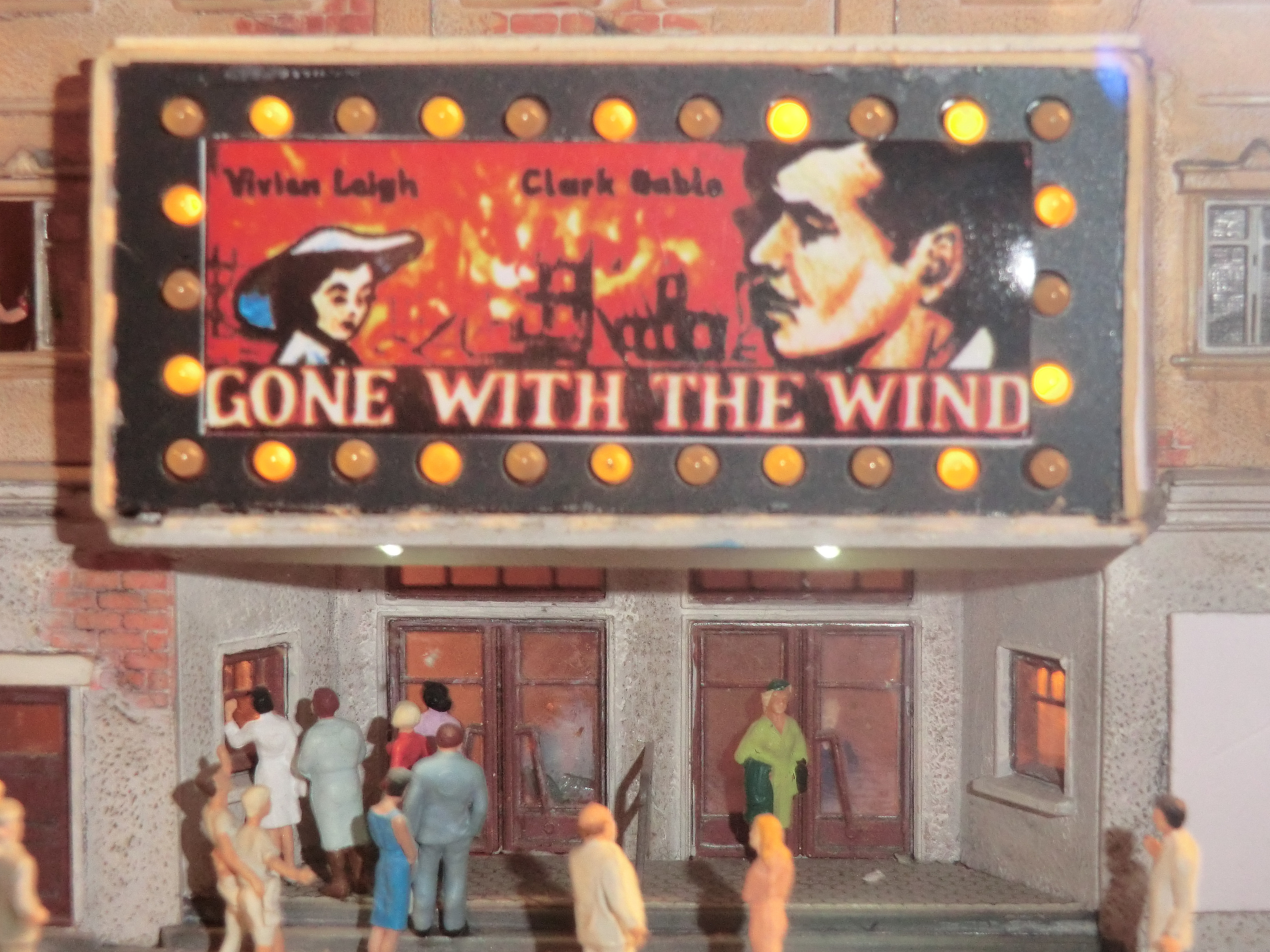
Gone with the wind au cinéma.